# ليسبينوي
ليسبينوي (بالفرنسية: Lespinoy)‏ هي بلدية تقع في إقليم باد كاليه من منطقة نور با دو كاليه في شمال فرنسا. تبلغ مساحة هذه المدينة 3.96 (كم²)، وترتفع عن سطح البحر 13 م، يبلغ عدد سكانها 208 نسمة حسب إحصاء المعهد الوطني للإحصاء والدراسات الاقتصادية سنة 2009 م. وترأس Jean-Claude Vallière البلدية خلال فترة (2008-2014).